# Villy-le-Maréchal

Villy-le-Maréchal este o comună în departamentul Aube din nord-estul Franței. În anul 2009 avea o populație de 159 de locuitori.